# Aureto de césio
Aureto de césio (CsAu) é um composto iônico contendo o íon incomum Au– descoberto pela primeira vez em 1978 no laboratório de Joseph Lagowski.[carece de fontes?] Ele é obtido por meio do aquecimento de uma mistura estequiométrica de césio e ouro. A solução em amoníaco líquido é castanha, e o sal no estado sólido é amarelo (a cor de ambos os metais que compõem o composto); o aduto de amônia (CsAu · nNH3) é azul escuro. Apesar de ser um composto formado por dois metais, CsAu carece de propriedades metálicas, tais como brilho metálico, maleabilidade e condutibilidade elétrica, comportando-se tipicamente como um sal iônico, Cs+Au–. O íon aureto possui a mesma configuração eletrônica de um átomo neutro de mercúrio, e mantém-se estável graças ao efeito do par inerte.
O composto reage violentamente com a água, produzindo hidróxido de césio, ouro metálico, e gás hidrogênio:
2 CsAu + 2 H2O → 2 CsOH + 2 Au + H2
Em amoníaco líquido pode ser feito reagir com uma resina de permuta iônica específica de césio para produzir aureto de tetrametilamônio, N(CH3)4Au.[carece de fontes?]
A estabilidade do íon aureto se deve à afinidade eletrônica relativamente elevada do ouro e a estabilidade da configuração eletrônica 6s2 devido ao efeito par inerte.